# Parce que j'étais peintre

## Introducción
Parce que j'étais peintre  es un largometraje documental franco -alemán dirigido por Christophe Cognet, escrito por Christophe Cognet, Pierre-François Moreau y Jean Breschand. Se presentó por primera vez en el Festival Internacional de Cine de Roma de 2013 y se estrenó en cines en Francia el 5 de marzo de 2014. 
Esta película es una investigación sobre las obras producidas clandestinamente en los campos nazis entre 1933 y 1945. Se dice que hay unas 30.000 obras aproximadamente. También es un diálogo con cuatro artistas deportados: Yehuda Bacon, José Fosty, Walter Spitzer, Samuel Willenberg. Del mismo modo, también aparece Krystyna Zaorska. Cabe destacar que esta película obtuvo el premio francés Grand Prix, en competición internacional en las Escales documentaires de La Rochelle en la edición de 2014.
Christophe Cognet, cuya inspiración para empezar en el cine fue Nuit et Brouillard de Alain Resnais, tardó diez años en producir Parce que j’étais pentre. Diez años en los que trabajó arduamente para terminar este testimonio excepcional de un arte forjado en los confines de los campos nazis. Aun cuando a los prisioneros se les prohibía pintar, crearon de forma clandestina una abundante obra, de la que solo se preserva una ínfima parte.
Además, este notable largometraje plantea una pregunta inquietante: ¿es aún posible hablar de belleza cuando te engulle el abismo? Esta idea de trascendencia atormenta a Christophe Cognet y le acompaña en un viaje al borde mismo de lo irrepresentable. Su investigación le lleva a Francia, Alemania, Israel, Polonia, la República Checa, Bélgica y Suiza, donde habla con conservadores de museos y escasos supervivientes. 

## Argumento
Este largometraje se enfoca en la búsqueda de obras realizadas de forma clandestina en el interior de los campos nazis; de dibujos, acuarelas y pinturas que a día de hoy se conservan en museos de Alemania, Polonia, Israel y otros lugares. El director dialoga con cuatro artistas deportados que aún viven: Yehuda Bacon, José Fosty, Walter Spitzer, Samuel Willenber. Evocan las circunstancias en las que estos trabajos fueron creados y los recuerdos que tienen vinculados. Estas creaciones, a menudo anónimas, representan principalmente la vida diaria de los campos: el pase de lista, los trabajos forzados, los barracones, la sopa, las ejecuciones, la recogida de los cadáveres, etc. Entre la reflexión en los emplazamientos de los antiguos campos como Auschwitz y Treblinka, y visitas a reservas museísticas en Alemania, Polonia e Israel, esta película explora la noción de belleza así como el honor de ser artista a través del frágil gesto de dibujar desde el corazón de la tragedia humana que fueron los campos de concentración y exterminio.

## Ficha técnica
- Título: Parce que j'étais peintre
- Dirección: Christophe Cognet
- Guion: Christophe Cognet, Pierre-François Moreau, Jean Breschand
- Producción: La Huit Production, Stéphane Jourdain, Augenschein Filmproduction, Jonas Kazenstein, Maximilian Leo
- Fotografía: Nara Keo Kosal
- Sonido: Graciela Barrault, Nicolás Paturle, Bruno Elginher
- Edición: Catherine zins
- Edición de sonido: Didier Cattin
- País de origen: Francia y Alemania
- Idioma de rodaje: francés, hebreo, alemán
- Formato: color, 16/9
- Emisión: Jour2fête
- Año de producción: 2013
- Género: documental
- Duración: 100 minutos

## Distinciones
- Grand Prix des Escales documentaires de La Rochelle 2014, France.[3]
- Festival international de Cine de Roma 2013 : selección oficial.
- Bildraush, filmsfest Basel 2014, Suiza
- Jérusalem film festival 2014, Israel
- Fidocs 2014, Santiago de Chile, Chile
- Mostra de Sao Paulo 2015, Brasil
- Leeds International Film Festival 2014, Ingleterra
- Jewish international Film Festival 2014, Australia y Nueva Zelanda
- Miami Jewish Film festival 2015, Estados Unidos
- Cinébanlieue 2014, París
- Escales documentaires 2014, La Rochelle
- Cine’Arts 2014, Cherbourg
- Cine Guerre et Mémoire 2014, Nantua